# Carlo Ponti (fotografo)
Carlo Ponti (Sagno, 6 novembre 1820 – Venezia, 16 novembre 1893) è stato un fotografo e ottico svizzero.

## Biografia

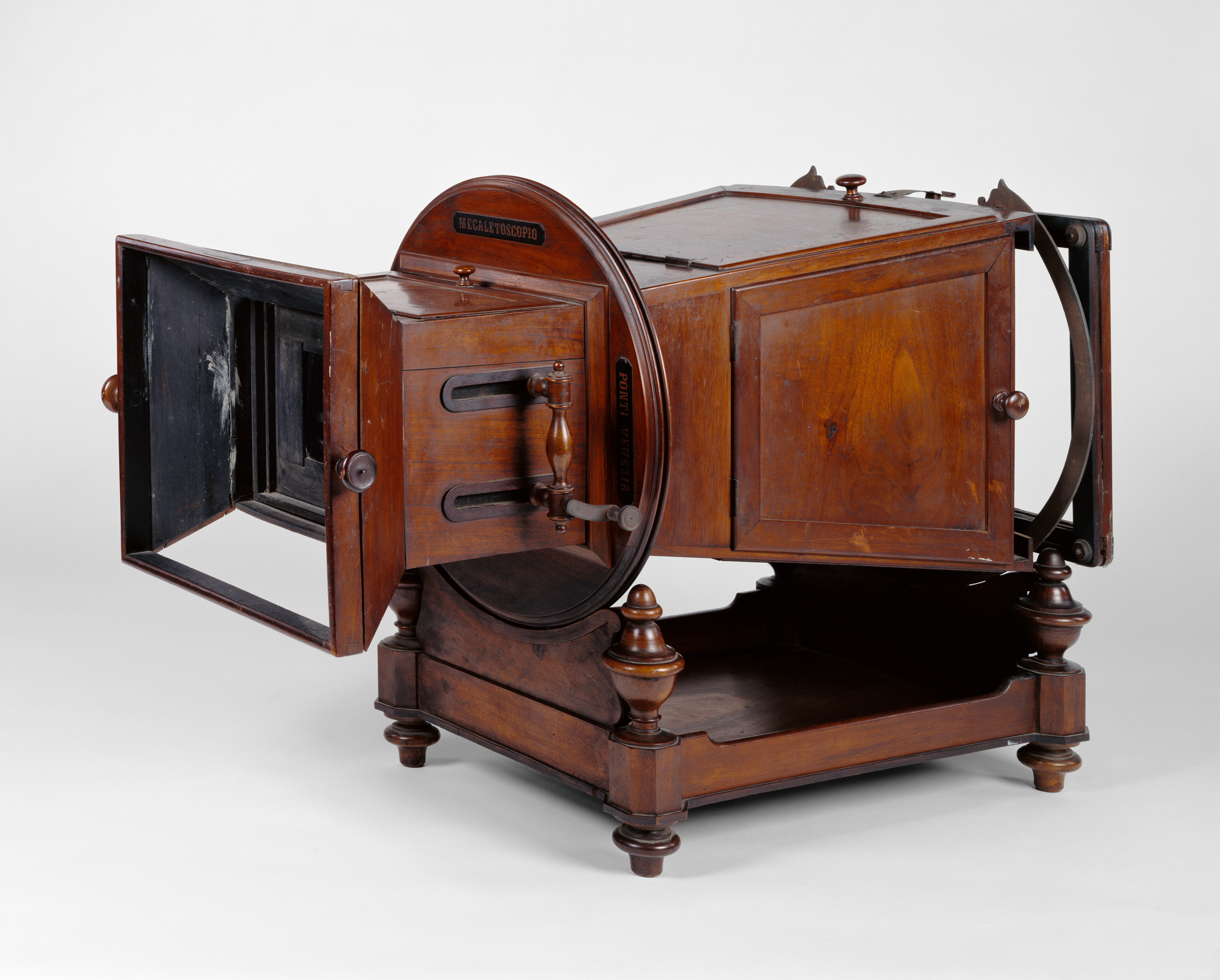
Megaletoscopio, 1862

Figlio di Antonio e di Marianna Nobile, nacque a Sagno, divenuto in seguito una frazione del comune di Breggia. La data di nascita del 1820 è quella riportata dal Dizionario Storico della Svizzera, mentre altre fonti collocano la nascita di Ponti tra il 1821 e il 1824.
Un più recente studio afferma che Carlo Antonio Daniele Ponti sia nato a Milano il 7 novembre 1820, secondo quanto riportato nel registro dei matrimoni della Chiesa di San Zaccaria di Venezia nel 1863 in occasione del secondo matrimonio, redatto dal parroco, Giambattista
Domeneghini e verificato nei registri parrocchiali della chiesa di Santa Maria del Carmine a Milano che riportano l'atto di nascita e di battesimo. Certa è la notizia che i genitori fossero svizzeri ed il padre esercitasse la professione di pittore. Peraltro, il Foglio di Famiglia austriaco/veneziano redatto dall'interessato stesso negli anni 1850, 1857 e 1869, riporta la dicitura "Nativo di Milano ma suddito Svizzero" (iure sangunis).
Si stabilisce a Parigi, dove rimase per otto anni per formarsi come ottico presso le officine ottiche Cauchoix, licenziatario del brevetto Daguerre, quindi si trasferisce a Venezia. Nella città lagunare apre un atelier di ottica e fotografia. A quanto è dato sapere, nel 1857 sposa Isabella Maria Spinelli, figlia di Donato, ma il matrimonio non dura a lungo per la morte della moglie avvenuta a Sagno il 17 gennaio 1861. Due anni dopo, il 24 gennaio  1863 sposa la veneziana Elena Maria Angelina Radonovich, di circa vent'anni più giovane, testimone il fotografo Ferdinando Callegari. Non trascura il suo lavoro dato che tra il 1854 e il 1875 documentò tutta l'Italia settentrionale, senza dimenticare Roma, curando e pubblicando sia le proprie immagini che quelle di altri fotografi, tra le quali quelle di un fotografo assai famoso all'epoca a Venezia: Carlo Naya.

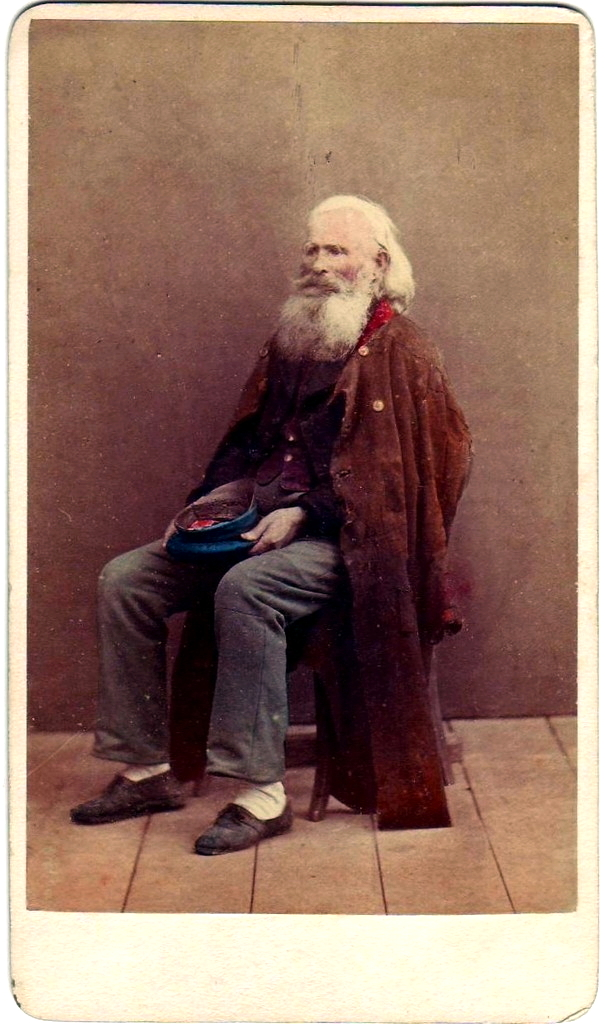
Mendicante, ante 1893

Nel 1855 pubblica il catalogo di vedute fotografiche di Venezia: 160 immagini, ciascuna con la propria didascalia, tutte introdotte da un testo che ne ripercorreva le vicende architettoniche. Nello stesso anno prende parte all'Esposizione universale di Parigi, venendo premiato. Nel 1852 apre due negozi in Riva degli Schiavoni, diretti dal fratello Giuseppe, e nel 1863 quello di Piazza San Marco. In questo negozi abitualmente vende fotografie anche di altri fotografi veneziani usando spesso il marchio della sua ditta. Nel 1862 ottiene un grande successo all'Grande esposizione di Londra con un nuovo visore per le stampe fotografiche di sua invenzione: l'aletoscopio. In seguito inventa anche nuovi obiettivi per la macchina fotografica e il megaletoscopio, un apparecchio per creare effetti che simulavano il giorno e la notte come nel diorama. Nel 1866, primo a Venezia, può fregiarsi del titolo di fotografo di sua Maestà il Re d'Italia..
Nel 1880 risulta coinvolto in un procedimento giudiziario assieme ad altri fotografi noti in città, Paolo Salviati, Beniamino Giuseppe Coen (1811-1856) (con tutta probabilità si trattava del suo erede Giuseppe Graziano Coen) e  Antonio Perini (1830-1879) (anche in questo caso è assai probabile che fossero gli eredi del negozio), per contraffazione delle foto di Carlo Naya. In pratica, alcuni clienti complici compravano delle immagini nel vasto negozio di Naya, venivano poi riprodotte nello studio di un altro importante fotografo, Tommaso Sargenti (1822-1880), per opera della vedova, quale "regista" dell'intera operazione, e successivamente rivendute e timbrate dai rispettivi fotografi coinvolti.
Naya, resosi conto dell'imbroglio, ricorse ad un ingegnoso stratagemma: cancellò dai negativi originali alcuni piccoli dettagli o ne aggiunse altri per mano del pittore Marcovich cosicché, nel caso le fotografie vendute dai colleghi avessero avuto gli stessi dettagli  modificati, il furto non avrebbe potuto essere nascosto. Infatti il processo si concluse con la condanna di tutti gli imputati e a favore di Naya, che però morì lo stesso anno. Con questo processo l’avvocato Leopoldo Bizio, ope legis, introdusse il diritto d’autore anche per le immagini, però non solo fotografiche, ma con l'aggiunta dei dettagli dipinti che le rendevano significativamente espressione del genio umano. Questo evento mette in luce quanto ampia fosse la richiesta di immagini da parte, non solo della stessa cittadinanza, ma anche di turisti, nobili e borghesi verso la fine del XIX secolo.
Sembra che non esista una sola fotografia che lo ritragga o almeno non c'è la minima certezza nelle due foto in cui appare un uomo che potrebbe essere lui, una accanto all'amico fotografo Antonio Sorgato ed un'altra mentre sta usando l'aletoscopio. Muore all'Ospedale Civile di Venezia il 16 novembre, cieco e semi dimenticato. La stampa cittadina non riporta la data del funerale e le sue spoglie, prima sepolte in un campo comune, finiranno poi nell'ossario del Cimitero di San Michele a Venezia.